# ジュニア (映画)
『ジュニア』（Junior）は、1994年公開のアメリカのコメディ映画。監督は『ゴースト・バスターズ』シリーズのアイヴァン・ライトマン、主演はアーノルド・シュワルツェネッガー。男性の科学者が実験によって妊娠するというストーリー。
この映画は1994年11月23日の感謝祭の前日に米国で公開されたが、シュワルツェネッガー主演の1988年の『ツインズ』（同じくライトマン監督、デヴィートとシュワルツェネッガーがコメディコンビとして主演）の興行成績には及ばなかった。
日本版のポスター等におけるキャッチコピーは、「シュワ一大事!」。

## ストーリー
婦人科医学のアレックス博士（シュワルツェネッガー）とラリー博士（デヴィート）は、流産の確率を減らすための画期的な新薬を開発した。しかし妊婦に新薬を試す許可を得られず、絶望するアレックス。そんな折、ラリーは研究所所長のノア（ランジェラ）から、卵子の低温保存を研究するダイアナ博士（トンプソン）が新しく赴任してきたと知る。そこでラリーは思いつく――実験に性別は関係ないではないか。早速アレックスを説き伏せ、ラリーは"ジュニア"と名付けられた卵子を使用してアレックスを妊娠させる。
その夜、アレックスは生まれた赤ん坊の顔が自分そっくりという悪夢を見る。その日、アレックスは乳首が痛むとラリーに相談する。更にアレックスはどういうわけか散歩、マッサージ、昼寝、ブランケットに包まれたホットドッグの話などを絶え間なくしだす。ラリーがアレックスが男をシュトルーデル（甘いドイツ菓子）に変える病気にでもなったのかと言うが、ダイアナが更年期まで月経周期が止まらないのを引き合いに出して、女になるとは聞こえほどいいことではないと説明する。一方、ラリーの元妻アンジェラ（リード）がラリーに助産師をしてほしいとお願いに来る。かたやアレックスはテレビのコマーシャルを見ながら自分は良い父親になれるのかとすすり泣いている。
実は"ジュニア"卵子がダイアナのものだとわかり、次第にアレックスの子の母親となっていくダイアナ。そんな時、ノアが自身は何の関わりもないのにもかかわらず、実験の功績を自分のものにしようとしてきた。そこでラリーはアレックスを匿うべく女性に変装させ街を出る。男らしさは過去の蛋白同化ステロイド使用歴のためだと誤魔化した。そしてようやくアレックスは、ラリーの元妻として、帝王切開によって無事出産する。アンジェラもラリーによって無事出産し、それぞれが生まれてきた子たちと幸せな家庭を築くのだった。

## スタッフ
- 監督 - アイヴァン・ライトマン
- 脚本 - ケヴィン・ウェイド、クリス・コンラッド
- 製作総指揮 - ジョー・メジャック、ダニエル・ゴールドバーグ
- 製作 - アイヴァン・ライトマン
- 撮影 - アダム・グリーンバーグ
- 編集 - ウェンディ・グリーン・ブリクモント、シェルドン・カーン
- 音楽 - ジェームズ・ニュートン・ハワード
- 映像 - アメリカンビスタ／カラー／109分

## 登場人物
アレックス
演 - アーノルド・シュワルツェネッガー
婦人科医学の博士。新薬の性能を確かめるために自らの体を実験体にして妊娠する。子供には性別問わず、「ジュニア」と名付けることを決めている。
ラリー
演 - ダニー・デヴィート
博士。アレックスの同僚。実験には懐疑的。
ダイアナ
演 - エマ・トンプソン
博士。
ノア
演 - フランク・ランジェラ
所長。
アンジェラ
演 - パメラ・リード
ラリーの元妻。

## キャスト
| 役名       | 俳優                             | 日本語吹替 | 日本語吹替   |
| 役名       | 俳優                             | ソフト版   | 日本テレビ版 |
| ---------- | -------------------------------- | ---------- | ------------ |
| アレックス | アーノルド・シュワルツェネッガー | 玄田哲章   | 玄田哲章     |
| ラリー     | ダニー・デヴィート               | 池田勝     | 山野史人     |
| ダイアナ   | エマ・トンプソン                 | 田中敦子   | 塩田朋子     |
| ノア       | フランク・ランジェラ             | 筈見純     | 糸博         |
| アンジェラ | パメラ・リード                   | 小宮和枝   | 小宮和枝     |
| ルイーズ   | アイダ・タートゥーロ             | 沢海陽子   |              |
| ネッド     | ジェームズ・エックハウス         | 小野健一   |              |
| ウィロー   | ミーガン・カヴァナー             |            |              |

- ソフト版：1996年3月23日発売のVHSに初収録。

その他出演：片岡富枝、定岡小百合、中博史ほか
- 日本テレビ版：初回放送1998年1月30日『金曜ロードショー』

その他出演：朝戸鉄也、沢田敏子、雨蘭咲木子、磯辺万沙子、棚田恵美子、落合弘治、小林さやか、津田真澄、広瀬正志、さとうあい、桜井敏治、紗ゆり、伊藤和晃、朝倉佐知、相沢正輝、中村雄一、五十嵐麗、岡本章子、吉田孝、梅田貴公美、津村まこと
演出：蕨南勝之、翻訳：平田勝茂、調整：遠西勝三、製作：コスモプロモーション

## 評価
レビューは低く、Rotten Tomatoes（米の映画情報サイト）では31％と悪評の方が多くなっている。米のコメディ・テレビ番組『ミステリー・サイエンス・シアター3000』のマイケル・J・ネルソンは、本作を"コメディ映画ワースト2位"と評した。
しかし、映画評論家のロジャー・イーバートはこの映画のファンであり、4点満点中3.5点と評価し以下のように述べた。

おかしいと思われるのはわかっているが、シュワルツェネッガーはこの役に完璧に合っている。彼の演技を注意深く観察すれば、"演技派"の俳優たちが妬むほどの技術に気づくはずだ。

エバートはジーン・シスケルと共に、自身らの映画レビュー番組『スニーク・プレビューズ』において両手の親指を立てた（『最高』の意）。
北米での興行収入は製作費6000万ドルに対して3700万ドルと奮わなかったが、世界興収では1億ドルを超えた。

## 余談
2007年、スコットランドのアーティスト、サンディ・スミスがウェブサイトで「『ジュニア』が不朽の名作であることを証明せよ」とのお題でエッセイを募集するコンテストを開催した。しかしこのコンテストが全国紙に取り上げられたにもかかわらず、100ドルの賞金もむなしく期限までに投稿されたエッセイは3つだけだった（その後、もう2つ投稿された）。

## 参照
1. 1 2 3  “Junior”. Box Office Mojo.  Amazon.com. 2012年2月17日閲覧。
2. ↑  http://rogerebert.suntimes.com/apps/pbcs.dll/article?AID=/19941123/REVIEWS/411230303/1023
3. ↑  McCracken, Edd. Arnie’s ‘one-joke’ movie made into work of art, Sunday Herald, February 24th, 2008. Retrieved on 2009-11-02.